# Gewöhnliche Moschusschildkröte
Die Gewöhnliche Moschusschildkröte (Sternotherus odoratus) ist eine kleine in Süßwasser lebende Schildkrötenart.

## Aussehen
Der Carapax der adulten Tiere ist dunkelbraun über dunkelgrau bis schwarz gefärbt und besitzt keine Zeichnungen. Er ist ebenmäßig gewölbt, schmal und länglich.
Bei Jungtieren ist ein dunkles Fleckenmuster erkennbar. Ebenfalls sind bei Jungtieren drei charakteristische Kiele vorhanden, die mit zunehmendem Alter verschwinden.
Der Plastron ist klein und kreuzförmig ausgebildet (Bikinipanzer), wobei die Farbe zwischen hellbeige bis komplett schwarz variieren kann. Bei dieser Art sind die Nähte aus Bindegewebe besonders hervorgehoben.
Kopf, Beine und andere Weichteile sind hellgrau bis schwarz gefärbt, wobei sich die Färbung im Laufe des Lebens verändert. An den Kopfseiten ziehen sich zwei je nach Exemplar unterschiedlich ausgeprägte gelbe Streifen entlang, jeweils einer ober und unterhalb des Auges von Nasenspitze zum Hals (teilweise mit einer Verbindung hinter dem Auge). Diese Streifen können mit zunehmendem Alter verblassen oder ganz verschwinden. Am Kinn befinden sich ein Paar Barteln, manchmal kann auch ein zweites Paar vorhanden sein.
Die Gewöhnliche Moschusschildkröte kann eine Größe von 13,7 cm erreichen, meistens aber nur 7,5–10 cm, wobei beide Geschlechter etwa gleich groß sind.

## Verbreitung

Verbreitungsgebiet in Nordamerika

Die Art ist über ein großes Gebiet des östlichen Nordamerikas verbreitet. Im Norden grenzt das Gebiet an das südliche Kanada. Darüber hinaus ist sie über die gesamte US-amerikanische Ostküste bis nach Florida beheimatet. Im Westen dringt die Art bis Wisconsin und ins mittlere Texas vor.

## Natürlicher Lebensraum
Besiedelt werden alle möglichen Arten von Süßgewässern wie Seen, Teiche, Flüsse, Sumpfgewässer und Kanäle, wobei langsam fließende Gewässer mit sandigem Boden bevorzugt werden. Bevorzugt hält sich die Art in Flachwasserbereichen auf. Trotz der Anspruchslosigkeit an die Gewässer wird Brackwasser nicht vertragen.

## Lebensweise

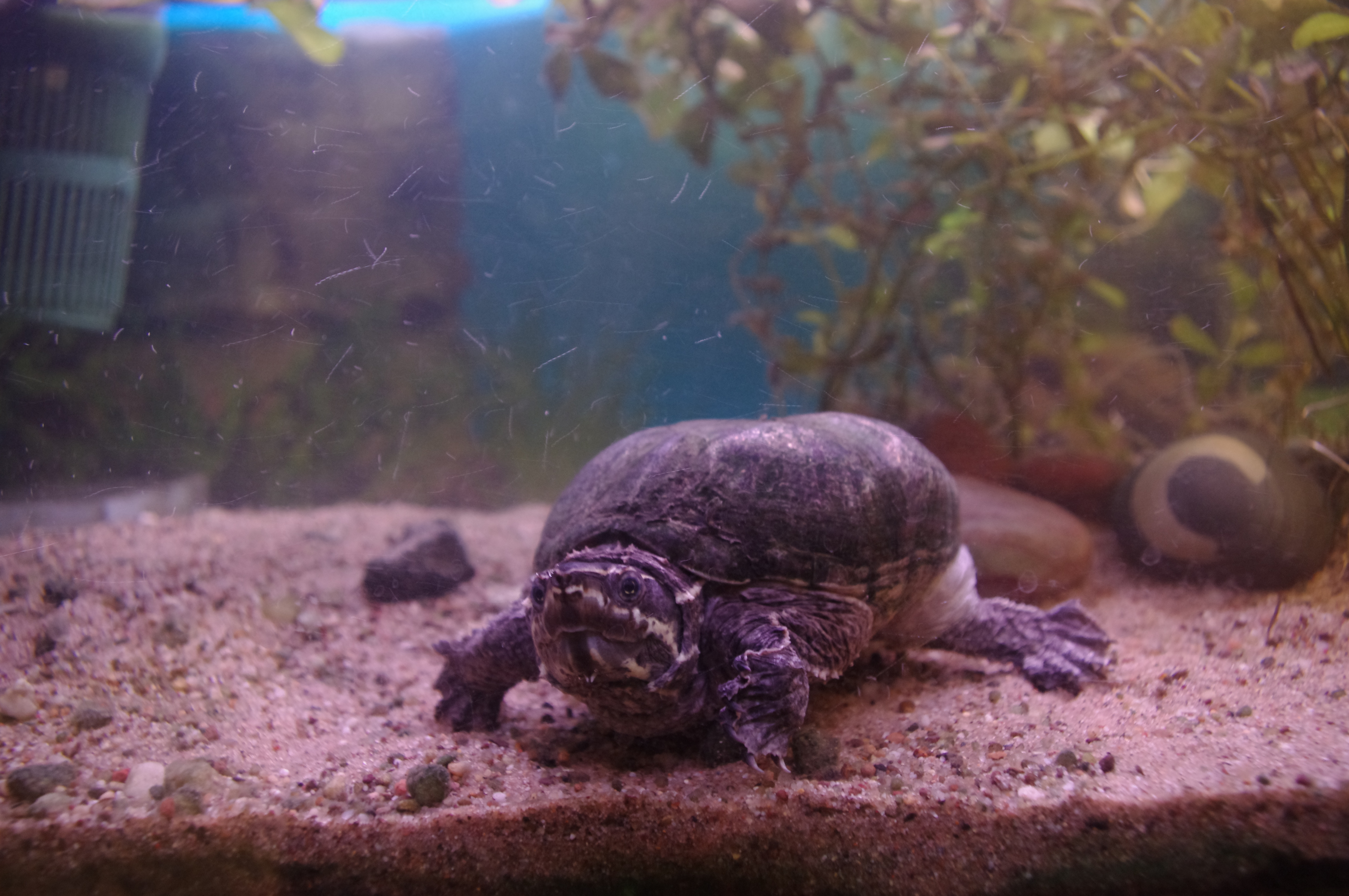
Eine Gewöhnliche Moschusschildkröte im Aquarium

Die Gewöhnliche Moschusschildkröte ist eine stark aquatile Art, welche das Gewässer nur selten für einige Sonnenbade verlässt. Dabei werden umgefallene Bäume oder Äste als Sonnenplatz genutzt (die Schildkröte hat ausgezeichnete Kletterfähigkeiten). Fast im gesamten Verbreitungsgebiet wird eine Winterstarre durchgeführt, nur im äußersten Süden bleibt die Art auch im Winter aktiv. Die Art ist dämmerungsaktiv. In der Natur ernährt sich die Art vor allem von Schnecken, Wasserinsekten, Amphibien aber auch Aas. In geringem Maße wird auch Pflanzliches aufgenommen.

## Haltung im Aquaterrarium
Die Gewöhnliche Moschusschildkröte ist eine leicht zu haltende Art, welche auch im adulten Alter mit einem Becken unter 200 Litern auskommt. Wie bei vielen Schildkröten sollte auf ein gut strukturiertes Becken mit Versteckmöglichkeiten geachtet werden. Auch ein Sonnenplatz mit Wärme- und UV-B Lampen muss angeboten werden.
Entgegen häufig in der Literatur zu findenden Angaben sind Moschusschildkröten durchaus gute Schwimmer. Nach einer Eingewöhnungszeit kommen sie auch mit einem höheren Wasserstand zurecht; es sollten aber immer Aufstiegsmöglichkeiten vorhanden sein, damit die Wasseroberfläche auch kletternd erreicht werden kann. 
Die gewöhnliche Moschusschildkröte wird hauptsächlich mit tierischer Nahrung verköstigt, welche aus Schildkrötentrockenfutter, Würmern, Fleisch- sowie Fischstreifen besteht. Es sollte allerdings gelegentlich auch Obst und etwas Salat angeboten werden. 

## Haltung im Freiland
Die Gewöhnliche Moschusschildkröte kann von Mai bis Oktober im heimischen Gartenteich gepflegt werden. Dieser sollte ein flach  auslaufendes Ufer besitzen und sonnig liegen, da sich vor allem diese Art gerne im seichten Wasser sonnt. Des Weiteren ist auch von einem leistungsstarken, großen Aquariumheizer nicht abzuraten, falls es zu einer Schlechtwetterperiode kommt und die Temperatur längere Zeit unter 10 Grad Celsius fällt. 
Die Umfriedung muss relativ hoch sein, da die Gewöhnliche Moschusschildkröte sehr gut klettern kann, dazu können Betonsteine und Palisaden verwendet werden. Es ist unbedingt zu beachten, dass keine Glasscheiben oder ähnliches benutzt wird, da die Tiere sonst sehr lange durch die durchsichtige Barriere zu gehen versuchen.

## Fortpflanzung
Die Fortpflanzungszeit liegt im Schwerpunkt im Zeitraum von April bis Mai und September bis Oktober. Somit können pro Saison 2–4 Gelege abgesetzt werden. Die Gelege umfassen meistens 1–5 Eier, wobei aber auch bis zu 10 Eier erreicht werden können. Unter natürlichen Bedingungen dauert die Inkubationszeit 65–86 Tage, kann aber auch in ungünstigen Fällen bis 107 Tage betragen.

## Wirtschaftliche Bedeutung
Ähnlich wie Schmuckschildkröten (Trachemys und Pseudemys) und Höckerschildkröten (Graptemys) wird die Gewöhnliche Moschusschildkröte in amerikanischen Zuchtfarmen  für den weltweiten Heimtiermarkt vermehrt.

## Besonderheit
Den deutschen Namen Moschusschildkröte (im Englischen umgangssprachlich stinkpot) verdankt die Schildkröte ihren Moschusdrüsen, mit deren Hilfe sie ein stark riechendes Sekret absondern kann, um Fressfeinde zu vertreiben. Bei der Haltung im Aquaterrarium kommt der Einsatz der Drüsen sehr selten vor, z. B. wenn sie in die Hand genommen wird. Freischwimmend im Aquaterrarium werden sie nicht eingesetzt.